# Nudge (livre)
Pour les articles homonymes, voir Nudge.
Nudge : la méthode douce pour inspirer la bonne décision (en anglais, Nudge: Improving Decisions about Health, Wealth, and Happiness) est un ouvrage de Richard Thaler, économiste à l'université de Chicago, et de Cass Sunstein, professeur à l'université de droit de Harvard, dont la première édition a été publiée en 2008. L'ouvrage se fonde sur des recherches en psychologie et en économie comportementale pour défendre l'idée d'un paternalisme libéral ou libertarien (libertarian paternalism (en)) et des techniques actives dans le domaine de ce que les auteurs appellent l'« architecture du choix »,,,.

## Terminologie
Thaler et Sunstein ont choisi le terme de « paternalisme libéral » pour caractériser leur théorie. « Nudge » est un terme anglais qui signifie « coup de pouce ». Il s'agit de pousser doucement dans la bonne direction. Ils définissent cette théorie comme 

« une version relativement modérée, souple et non envahissante de paternalisme, qui n’interdit rien et ne restreint les options de personne. Une approche philosophique de la gouvernance, publique ou privée, qui vise à aider les hommes à prendre des décisions qui améliorent leur vie sans attenter à la liberté des autres. »

C'est une voie intermédiaire cherchant à orienter les individus vers leur bien en termes d'écologie, de santé et d’éducation, tout en essayant de limiter les contraintes et les interdictions gouvernementales auxquelles les nudges viennent se substituer.

## Origines
Une des principales justifications de l'appui de Thaler et Sunstein pour le paternalisme libertarien dans le nudge est tirée d'expériences sur la nature humaine et la psychologie. Ce livre est une critique du concept de l'homo economicus, espèce imaginée par les économistes, constituée d'êtres imaginaires qui pensent et choisissent toujours de façon optimale.
Ils citent un ensemble d'exemples de recherches qui mettent en évidence de nombreuses limites à la rationalité supposée de certains jugements et décisions que nous faisons. Ils déclarent que, contrairement aux homo economicus, les Homo sapiens font des erreurs prévisibles car ils utilisent des heuristiques et parce qu'ils sont influencés par le contexte social.

## Résumé

### Comportement humain
L'une des principales justifications apportée par Thaler et Sunstein concernant le paternalisme libertarien dans leur ouvrage Nudge repose sur la nature humaine et la psychologie des individus. Le livre est critique lorsqu'il s'agit de considérer les êtres humains comme des homo economicus, donc de supposer que nous pensons et agissons de manière infaillible et parfaite, conformément à la vision offerte par les économistes.
Ils citent de nombreux exemples de recherches qui mettent sérieusement à l'épreuve l'hypothèse de rationalité de beaucoup de décisions et de jugements que les gens font. Ils déclarent que contrairement aux membres de l'espèce des homo economicus, les membres de l'espèce des Homo sapiens font des erreurs prédictibles car ils ont recours à l'heuristique, aux sophismes, et parce qu'ils sont influencés par leurs interactions avec le reste de l'espèce.

#### Deux systèmes de pensée
Le livre décrit deux types de systèmes qui caractérisent la pensée, que les auteurs Sunstein et Thaler qualifient de « Système Réflexif » et « Système Automatique ». Ces deux systèmes sont développés plus profondément par Daniel Kahneman dans son livre Système 1 / Système 2 : Les deux vitesses de la pensée. 
Le système automatique est rapide et (ou du moins semble) instinctif, mais il ne correspond pas exactement à ce que nous associons traditionnellement avec le mot penser. Des exemples de ce système automatique comprennent l'action de sourire à la vue d'un chiot, l'intégration des gestes techniques du joueur de tennis par leur répétition ou encore le fait de devenir nerveux lorsque l'avion traverse des zones turbulentes.
Le système réflexif est délibéré et conscient. C'est avec lui que les personnes décident d'entrer en université, de choisir la destination de leurs voyages et (dans la plupart des circonstances) de se marier.

#### Sophismes et biais
Du fait des différences et des conflits entre ces deux systèmes, les personnes sont souvent sujettes à l'erreur qui est le résultat de biais cognitifs, d'heuristiques et de sophismes. Voici des exemples abordés dans le livre:
| Nom                                                   | Description |
| ----------------------------------------------------- | --- |
| Ancrage                                               | C'est le biais cognitif qui est lié au fait de trop se reposer sur un morceau d'information. L'exemple donné dans le livre est celui de l'estimation du nombre d'habitants de Milwaukee par des habitants de Chicago. En sachant que Milwaukee est une grande ville, mais certainement moins grande que Chicago, un habitant de Chicago partira de la population de Chicago (environ 3 million) et divisera ce nombre par 3 par exemple (estimant le nombre d'habitants de Milwaukee à environ 1 million). En revanche, un habitant de Green Bay (dont la population est d'environ 100 000) sachant que Milwaukee est une grande ville, bien plus grande que sa ville, va tripler le nombre d'habitants de sa ville pour deviner la taille de la population de Milwaukee, l'estimant alors à environ 300 000. La différence entre ces estimations est à imputer à leur localisation géographique comme point d'ancrage. La population de Milwaukee étant d'environ 580 000. |
| Heuristique de disponibilité                          | C'est le biais par lequel les individus devinent la fréquence d'un événement selon l'aisance qu'ils ont à trouver des exemples. Les auteurs déclarent que cela explique pourquoi les individus pensent que les homicides sont plus fréquents que les suicides, puisque des exemples d'homicides sont plus facilement disponibles. L'heuristique de disponibilité peut avoir de mauvais effets en politique et en affaires, car les personnes ont tendance à surestimer les risques, ce qui conduit les personnes à s'assurer de manière excessive, ou pour le gouvernement qui, alors, poursuit des buts sociaux au détriment d'autres buts plus féconds. |
| Heuristique de représentativité (en)                  | Il est visible lorsque les individus tentent d'évaluer la probabilité ou la fréquence d'une hypothèse selon l'adéquation avec les données disponibles. Les individus croient alors percevoir des motifs dans un ensemble d'informations qui est en réalité aléatoire. Cela peut aussi être le cas avec des clusters de cancer faussement identifiés comme tels ou encore la croyance commune en l'existence de la hot hand (en) dans le monde du basket. Dans ce dernier exemple, il arrive que les joueurs de basket marquent beaucoup de paniers à la suite, mais les fans croient à tort que lorsqu'un joueur a marqué un certain nombre de fois, la probabilité qu'il réussisse les prochains essais est alors plus élevée. Or dans les faits, c'est l'inverse qui se produit, comme le pointent Thaler et Sunstein. |
| Biais du statu quo                                    | Les personnes sont plus susceptibles de poursuivre une série d'actions si elle a été traditionnellement poursuivie, même si cette série d'actions n'est clairement pas dans leur intérêt. Un exemple du biais de statu quo est le fait pour les entreprises offrant des magazines de proposer une période d'essai gratuite, puis lorsque la période d'essai touche à sa fin, les entreprises continuent d'envoyer leurs magazines, mais cette fois en faisant payer le client sauf si celui-ci le fait savoir activement. Cela conduit beaucoup à recevoir et donc à payer pour des magazines qu'ils ne lisent plus (ou de façons marginales). |
| Mentalité grégaire, effet de meute ou effet de groupe | Les personnes sont fortement influencées par les actions des autres. Sunstein et Thaler citent une étude connue par Solomon Asch, où les personnes, sous l'influence sociale, répondent à certaines questions de manière clairement erronée (comme dire que deux lignes ont la même longueur, alors que ce n'est clairement pas le cas). |

Selon David Colon, Thaler et Sunstein mentionnent aussi l'aversion pour la perte, le biais du court terme, le biais d'optimisme, et le cadrage.

### Paternalisme libertaire[pasclair]
Le Paternalisme libertarien (en)[pas clair] (aussi appelé paternalisme faible) est l'union de deux notions politiques souvent opposées: le libertarianisme et le paternalisme.
Sunstein et Thaler déclarent que:
« the libertarian aspect of our strategies lies in the straightforward insistence that, in general, people should be free to do what they like-and to opt out of undesirable arrangements if they want to do so »
— Sunstein et Thaler, Nudge, p. 5

« les aspects libertariens de nos stratégies reposent sur une insistance directe qui, en général, considère que les individus sont libres de faire ce qu'ils veulent et de se soustraire à certains arrangements indésirables si c'est leur choix »
— Nudge, p. 5
Le coté paternaliste du terme repose, selon eux, sur l'affirmation légitime que l'architecture des choix tente d'influencer les comportements des individus dans l'intention de rendre la vie des individus plus longue et plus saine.
L'Architecture du choix décrit la façon dont les décisions sont influencées par la présentation des différentes possibilités. Les personnes peuvent être « orientées » dans une certaine direction par le type d'architecture de choix, sans restreindre leur liberté individuelle en matière de choix. Placer les nourritures saines dans un self scolaire à hauteur des yeux (et placer la malbouffe, moins bonne pour la santé, à un endroit moins accessible) est un exemple simple de « petit coup de pouce ». Les individus sont toujours en mesure de manger tout ce qui leur plait, mais par la façon d'organiser les plats, les individus mangent une nourriture plus saine.

### Recommandations politiques
Sunstein et Thaler appliquent l'idée de « nudge » dans le contexte d'architecture des choix pour proposer des recommandations dans l'esprit du paternalisme libertarien. Ils émettent de nombreuses recommandations dans les domaines de la finance, de la santé, des politiques environnementales, des écoles et du mariage. Ils croient que les problèmes rencontrés dans ces domaines peuvent au moins, s'ils ne sont pas résolus de cette manière, être corrigés par le choix de l'architecture.

#### Épargne retraite
Thaler and Sunstein mettent en évidence que beaucoup d'américains n'épargnent pas suffisamment pour la retraite. Ils déclarent qu'« en 2005, les niveaux d'épargne personnelle américaine étaient négatifs pour la première fois depuis 1932 et 1933, lors des années de la Grande Dépression ».
L'une de leurs propositions est d'offrir de meilleurs plans par défaut pour les employés. Les employés seraient en mesure d'adopter le plan de leur souhait, mais en cas de passivité, ils seraient automatiquement engagés dans un programme créé par des experts (comme la sécurité sociale). Ils proposent aussi le plan:« Save More Tomorrow ». Ce plan s'adresse à tous ceux qui désirent épargner davantage, mais procrastinent à le faire réellement. Le programme de ce plan est le suivant: à la suite de l'accord des participants, les participants s'engagent à épargner un montant de base de leur revenu, à chaque hausse de salaire, leur taux d'épargne sera relevé d'un peu plus que la hausse du salaire. Lors d'une baisse du salaire, le montant épargné chaque mois reste le même. Une fois le niveau d'épargne voulu atteint, ils peuvent se retirer du programme (comme à n'importe quel moment du programme).

#### Service de santé
Le livre contient une analyse du programme Medicare part D (en) sous la présidence de George W. Bush. Sunstein et Thaler déclarent que « selon certains points de vue, Bush suivait le bon chemin » avec ce plan, mais que « concernant le choix de l'architecture… cela soufrrait d'une mauvaise conception qui entravait la prise de bonne décision ». En particulier, ils pensent que l'attribution par défaut du choix des programmes n'aurait pas du être aléatoire et que les bénéficiaires du programme n'ont pas été pourvus des ressources adéquates pour réaliser un choix face à un océan de possibilités (une cinquantaine d'assurances en matière de médicament par État). Ils proposent que les seniors qui n'ont pas souscrit à un programme soient affectés par défaut, et que chaque année, ils reçoivent par mail et par courrier une liste de tous leurs médicaments et les frais respectifs. Cette information devrait être librement accessible en ligne, afin que les bénéficiaires puissent comparer aisément leur programme avec les autres programmes similaires.
Sunstein et Thaler proposent également une manière d'augmenter la proportion de dons d'organe aux États-Unis. Ils argumentent en faveur d'un système de choix obligatoire en matière de dons d'organe lors de la délivrance, ou du renouvellement du permis de conduire. Ils sont également partisans de la création de sites internet qui mettraient en valeur la large communauté de donneurs d'organe afin d'influencer les individus à devenir eux-mêmes donneurs d'organes. Ils citent également la France entre autres, qui a aujourd'hui introduit dans la loi qu'en cas d'accident mortel ou de mort cérébrale, les individus sont considérés comme donneurs sauf démarche active de leur part. Ils soulignent néanmoins le constat que bien que cela soit inscrit dans la loi, les médecins continuent de demander la permission informelle aux familles (probablement biaisés par le statu quo).

## Réception critique
Le livre a reçu des critiques largement positives. The Guardian le décrit comme « jamais intimidant, toujours amusant et instructif : c'est une farce économique truffée de leçons pertinentes. »
Il a été nommé parmi les meilleurs livres de 2008 par le journal The Economist.

## Traductions en français
- Nudge : la méthode douce pour inspirer la bonne décision, Vuibert, coll. « Signature », mars 2010, 288 pages  (ISBN 978-2-311-00105-1).
- Nudge, Vuibert, 2022 [2021], 2e éd. mise à jour et augmentée, 2022, 334 p.